# Christian Sarauw (officer)
 Der er flere personer med dette navn, se Christian Sarauw (sprogforsker).
Christian Frederik (Friedrich) Conrad Sarauw (2. juli 1824 i Slesvig by – 29. november 1900 i København) var en dansk militærforfatter og -historiker, bror til Conrad Sarauw og Conrad Friedrich Emil Theodor Sarauw samt far til Paul Sarauw.

## Officer
Faderen, kammerråd Friedrich Heinrich Wilhelm Sarauw (1777-1845), en slægtning af Friedrich Sarauw, var borgmester i Burg på Femern. Tidligere var faderen herredsfoged i Struxdorf Herred og amtsforvalter i Hytten Amt. Moderens navn var Sophie Hedewig født Claussen (1782-1851). 
Efter at have studeret ved forskellige tyske universiteter, bl.a. ved universitetet i Kiel, trådte han 1848 ind i den slesvig-holstenske hær, ved hvilken han året efter blev premierløjtnant. Efter fredsslutningen blev han ansat i Forbundskontingentet, som kort efter indlemmedes i den danske Hær. Som kompagnichef ved 4. regiment deltog han i krigen 1864, avancerede samme år til kaptajn, men udtrådte 1872 af krigstjenesten. 1871 blev han Ridder af Dannebrog.

## Forfatter
Sarauw, der 1857 tog statsvidenskabelig eksamen, var en frugtbar forfatter såvel i militær som i politisk retning; han skrev såvel på dansk som på tysk, men hans afhandlinger var som oftest tendentiøse og havde derfor generelt kun polemisk betydning. Under den fransk-tyske krig 1870-71 var han Berlingske Tidendes militære medarbejder, og hans artikler om denne krig vakte berettiget opmærksomhed. 1878 udgav han en fremstilling på tysk af den russisk-tyrkiske krig, medens han 1881 skildrede Karl XII's felttog.

## Spion
Ved at knyttes som spion til Bureau des renseignements (den franske efterretningstjeneste) i Paris kom han 1885 i konflikt med de tyske love, blev under en rejse i Tyskland arresteret og dømt til 12 års tugthusstraf for landsforræderi. 1887 blev han benådet og flyttede tilbage til København, hvor han snart genoptog sin journalistiske virksomhed. Han blev som militær medarbejder fast knyttet til bladet Politiken (under mærket "Colonel"), forfægtede dettes militære anskuelser og udgav talrige skrifter mod Københavns Befæstning.
Han er begravet på Bispebjerg Kirkegård.